# Conservati fedele
Conservati fedele (K 23) è un'aria per soprano e archi composta da Wolfgang Amadeus Mozart a L'Aia nel 1765, all'età di nove anni.

## Descrizione
L'aria venne composta in onore della principessa Carolina, sorella dello Statolder generale delle Province Unite Guglielmo V di Orange-Nassau, la quale aveva invitato con tanta insistenza la famiglia Mozart a recarsi a L'Aia, di ritorno da Londra.
La composizione ha la struttura di un'aria con da capo in 2/4: la prima sezione è un Andante grazioso in La maggiore (battute 1-86); ad essa segue una breve sezione centrale, un Allegretto in La minore (battute 87-100); la terza sezione, infine, è costituita dal "da capo" della prima.

## Testo
Il testo dell'aria è tratto dall'Artaserse di Pietro Metastasio, un libretto che conobbe particolare fortuna nel Settecento, visto che venne musicato una novantina di volte.
Mandane, figlia di Serse, si congeda dall'amato Arbace e gli chiede di restarle fedele.
(Pietro Metastasio, Artaserse, I, 1)